# آکسفورد اینسترومنتس
آکسفورد اینسترومنتس (انگلیسی: Oxford Instruments) شرکت الکترونیک بریتانیایی است، که در سال ۱۹۵۹ تأسیس شد.